# Miklagard
Miklagard o Miklagård (del Nórdico antiguo Miklagarðr, de mikill 'grande' y garðr 'ciudad') era el nominativo que usaron los pueblos nórdicos de la Era vikinga para designar a la ciudad bizantina de Constantinopla cuando tuvieron contacto con el imperio durante su expansión por el este de Europa. 
El nombre pervive en el islandés Mikligarður y en idioma feroés Miklagarður.

## Sagas
Miklagard está presente en diversas sagas nórdicas, a resaltar la saga de Laxdœla que menciona a Bolli Bollason quien llegaría a ser uno de los grandes comandantes de los varegos; la saga de Njál y Kolskegg Hámundarson, otro gran comandante varego que a diferencia de muchos de sus compatriotas nunca regresó a Islandia, pues se casó y creó familia en la gran ciudad; o la saga de Kristni donde los misioneros islandeses Stefnir Þórgilsson y Thorvaldur Kodransson pasaron una temporada en su camino a Tierra Santa. Haralds saga Sigurðarsonar, relata que el rey Harald Hardrada, fue conocido con el apodo Norðbrikt durante su servicio en Miklagard.